# Златоградские говоры
Златогра́дские го́воры (также златоградский диалект; болг. златоградски говор) — говоры восточноболгарской диалектной группы, распространённые в южной части болгарского диалектного ареала (в юго-восточной части Смолянской области: в окрестностях города Златоград, в Старцево, Неделино и других сёлах и небольших городах). Согласно классификации, опубликованной в издании «Болгарская диалектология» (под редакцией С. Стойкова), златоградские говоры входят в группу родопских говоров, которые в свою очередь являются частью рупских говоров.
Л. Г. Милетич в своей работе Die Rhodopemundarten der bulgarischen Sprache объединял златоградские говоры с павликианскими, но диалектологические исследования середины XX века показали, что златоградские говоры являются самостоятельными, отличными от павликианских, и образуют группу переходных говоров между родопскими и восточными рупскими говорами. Наиболее близки златоградским смолянские, широколыкские, хвойнинские, чепинские и павликианские говоры.

## Особенности говоров
Языковой комплекс златоградских говоров включает в свой состав диалектные черты, характерные для всего восточноболгарского диалектного ареала, для рупского ареала и для родопского ареала. К местным собственно златоградским диалектным чертам относятся:
- наличие на месте староболгарской гласной ѣ следующих звуков:
  - перед мягким согласным — [ê] наряду с [’а]: врềме, дềте, но также вр’àме, д’àте;
  - перед твёрдым согласным — [’а] (после мягкого согласного): б’àла, д’àдо, мл’àко, хл’àп;
- отсутствие, характерной для остальных родопских говоров, перегласовки /а/ с /ê/ в позиции перед мягкой согласной: йа̀гне, йа̀сли, пол’àни, жа̀би, ча̀ши.
- развитие на месте староболгарских редуцированных следующих гласных:
  - гласного [ъ] на месте древней ъ: дъш, дъ̀ска, сън;
  - гласного [е] на месте древней ь: ден, лѐсно, жѐна (жъна);
- развитие на месте староболгарских носовых следующих гласных:
  - гласного [ъ] на месте древней ѫ: път, ръка̀;
  - гласного [е] на месте древней ѧ: зет, пѐтък;
- распространение так называемого аканья, произношения [a] на месте /o/ в безударной позиции: агнѝште (огнище), балѝ (боли), дабрѐ, ака̀ (ока); аканье отмечается только в предударных слогах, в заударных [o] произносится и в безударной позиции: лèснọ, мл’àкọ, сѝчкọ.